# Setandongkiyahang
Setandongkiyahang (Seetaandoon'-kaiyaah, Seetaandoon'chii'-kaiyaah, Setandong-kiyahang), jedna od šest bandi North Fork Wailaki Indijanaca, porodice Athapaskan, nastanjeni u 19. stoljeću u Kaliforniji na sjevernoj strani North Fork Eel Rivera, od njenog ušća na Eel Riveru pa do oko pola milje (manje od kilometra) uzvodno. 
Ova banda imala je tek dva sela poznata pod nazivana Seenchiiyeeh i Seetaandoon'chii' .